# Stanislaw Grocholski
Stanislaw Grocholski (polonès: Stanisław Grocholski)  (Żołynia, 6 de juny de 1858 - Buffalo, 26 de febrer de 1932) va ser un pintor polonès, actiu a Polònia, Alemanya i als Estats Units. És fill d'Antoni Rafał de l’escut de Syrokomla.

## Biografia
Entre els anys 1877 i 1880, va prendre classes amb Władysław Łuszczkiewicz a l’Acadèmia de Belles Arts Jan Matejko de Cracòvia. Més tard, amb Carl Wurzinger a Viena, amb Léon Bonnat a París i amb Alexander von Wagner a l'Acadèmia de Belles Arts de Munic.
El 1886, Stanisław Grocholski va exposar l'interior d'una església a Viena. La seva primera obra notable va ser Morir llagat (Suszenie bielizny)
el 1889, que es va exposar a Munic. Va ser més actiu a Munic, on va viure fins a 20 anys. Aquí, va vendre les seves pintures a col·leccionistes privats i va exposar algunes de les seves obres d'art més notables als museus. Va enviar les seves obres d'art a Varsòvia, Cracòvia i Lviv (aleshores Polònia, ara Lviv a Ucraïna) per a exposicions.
Va viure amb la seva dona, Izabela Pawłowska, en una vil·la a Neu-Pasing, als afores de Munic, i va convertir la seva casa en una colònia per a artistes polonesos. El 1891, va fundar la seva pròpia escola de dibuix; on, entre d'altres, han estudiat, incloent: Gustaw Gwozdecki, Karol Kowalski-Wierusz, Henryk Szczygliński, Soter Małachowski Jaxa i Józef Gałęzowski. El 1901, es va traslladar als Estats Units d'Amèrica a Milwaukee.
Va pintar retrats, art de gènere (especialment folklore hutsuls i folklore jueu), així com art religiós per a esglésies a Polònia. Entre els anys 1880 i 1900, va exposar les seves pintures al Glaspalast de Munic. També havia treballat amb les revistes Die Gartenlaube i Moderne, on s'imprimien xilografies basades en les seves obres d'art. A Polònia, la reproducció de l'obra de l'artista es va publicar a les revistes Kłosy i Tygodnik Illustrowany.
Va pintar les escenes interiors de cases de camp populars, transmetent la vida quotidiana de la gent, capturant: les celebracions, la indulgència, la malaltia i els combats.

## Pintures seleccionades

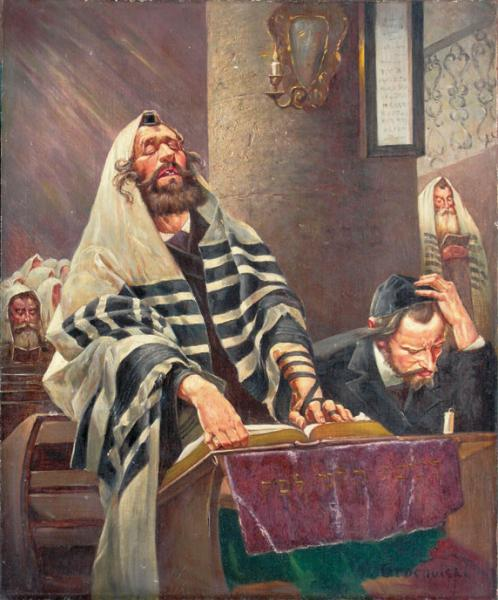
Jueus resant
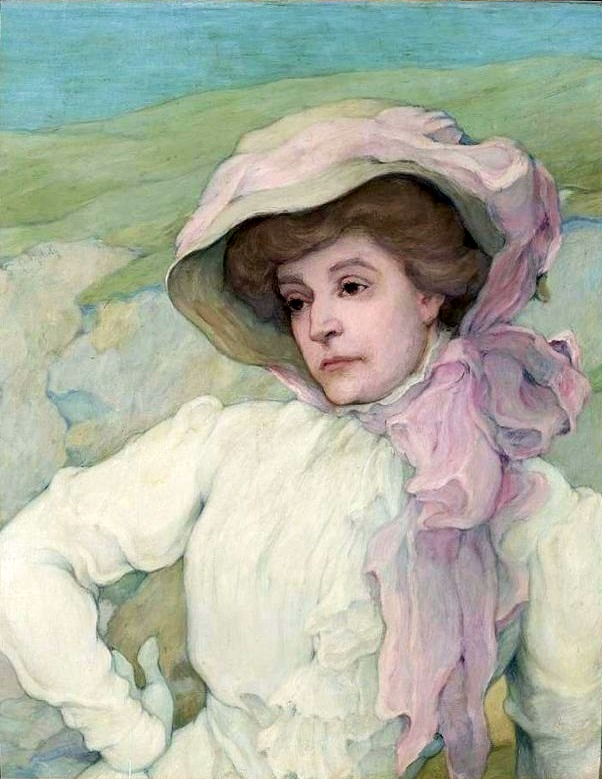
Retrat d'una dona
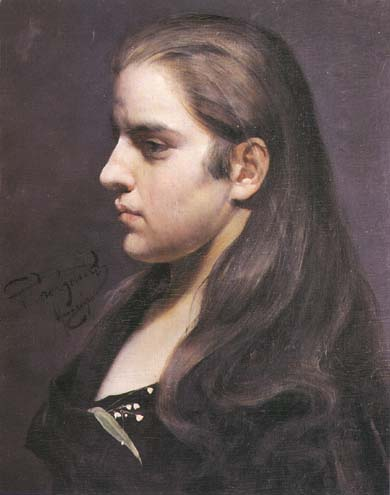
Retrat d'una dona amb un lliri
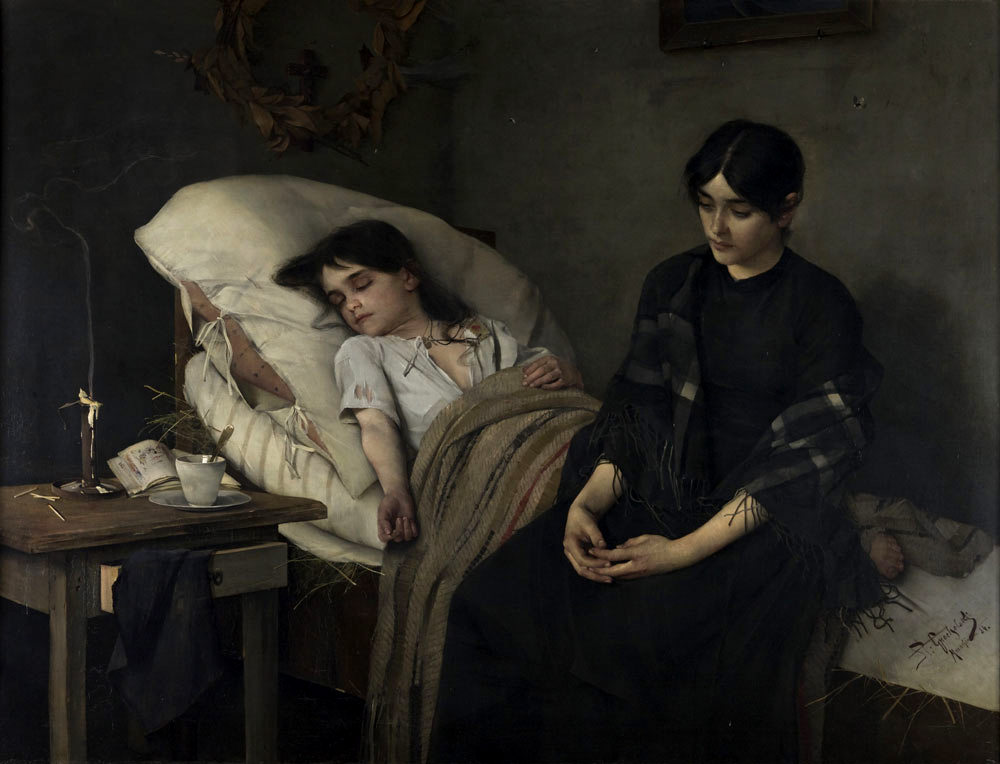
Mort d'un orfe
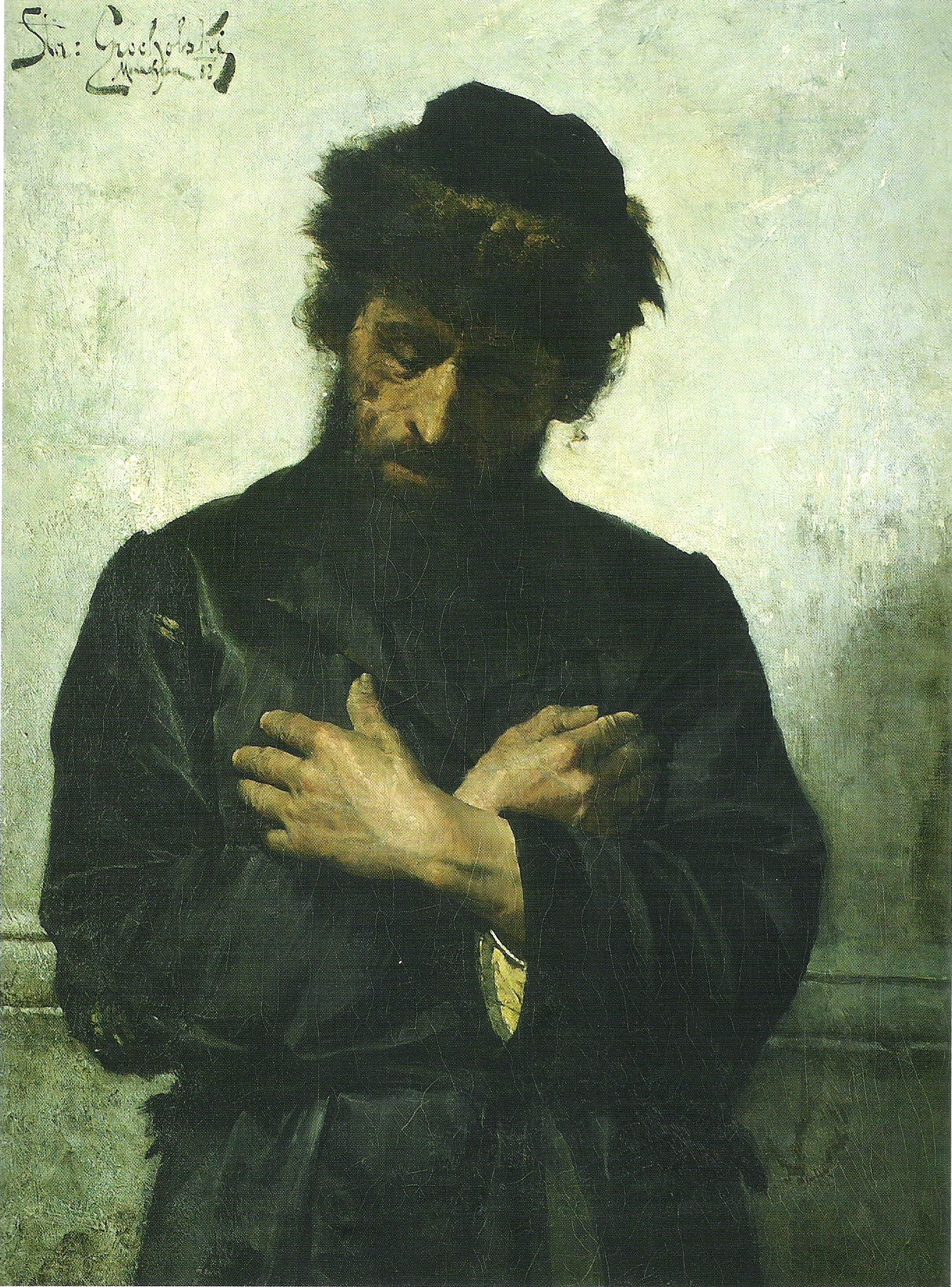
Jueu resant
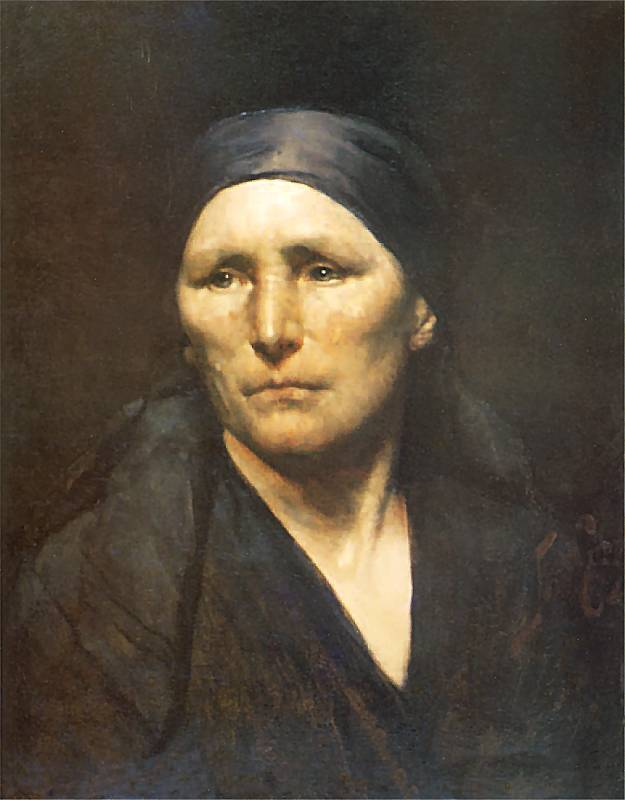
Dona de Baviera